# Metastenus sulcatus
Metastenus sulcatus är en stekelart som först beskrevs av Alan Parkhurst Dodd 1915.  Metastenus sulcatus ingår i släktet Metastenus och familjen puppglanssteklar. Inga underarter finns listade i Catalogue of Life.